# فيندزباخ
ويندزباخ (بالألمانية: Windsbach) هي بلدة ألمانية تقع في آنسباخ في ألمانيا.